# Condado de Menard (Illinois)
O Condado de Menard é um dos 102 condados do Estado americano de Illinois. A sede do condado é Petersburg, e sua maior cidade é Petersburg. O condado possui uma área de 817 km² (dos quais 3 km² estão cobertos por água), uma população de 12 486 habitantes, e uma densidade populacional de 15 hab/km² (segundo o censo nacional de 2000). O condado foi fundado em 15 de fevereiro de 1839.